# Крістоф Фресс
Крістоф Фресс (фр. Christophe Freyss; нар. 30 серпня 1956) — колишній французький тенісист.
Найвищу одиночну позицію світового рейтингу — 82 місце досяг 4 січня 1981, парну — 144 місце — 4 січня 1981 року.
Найвищим досягненням на турнірах Великого шолома було 2 коло в одиночному та парному розрядах.

## Фінали турнірів ATP за кар'єру

### Фінали в одиночному розряді (2)
| Результат | W/L | Дата | Турнір                    | Покриття | Суперник     | Рахунок            |
| --------- | --- | ---- | ------------------------- | -------- | ------------ | ------------------ |
| Поразка   | 0–1 | 1980 | Мюнхен, Західна Німеччина | Ґрунт    | Рольф Герінг | 2–6, 6–0, 2–6, 2–6 |
| Поразка   | 0–2 | 1980 | Сантьяго, Чилі            | Ґрунт    | Віктор Печчі | 6–4, 4–6, 3–6      |

### Парний розряд поразки (1)
| Результат | W/L | Дата | Турнір       | Покриття | Партнер     | Суперники                  | Рахунок       |
| --------- | --- | ---- | ------------ | -------- | ----------- | -------------------------- | ------------- |
| Поразка   | 0–1 | 1980 | Каїр, Єгипет | Ґрунт    | Бернар Фріц | Ісмаїл Ель-Шафей Том Оккер | 3–6, 6–3, 3–6 |